# 올버니 공작 레오폴드
레오폴드 조지 덩컨 앨버트(Leopold George Duncan Albert, 1853년 4월 7일~1884년 3월 28일)는 영국의 왕족으로 빅토리아 여왕과 앨버트 공 사이에서 태어난 사남이다. 에드워드 7세의 동생이다. 그의 이름은 외할머니 작센코부르크잘펠트 공녀 빅토리아의 남동생인 벨기에 국왕 레오폴 1세에게서 따온 것이다. 혈우병 환자였던 레오폴드는 신붓감을 구하는데 애를 먹었고 1882년 발데크피르몬트 공녀 헬레나와 결혼해 1남 1녀를 두었다. 1884년 레오폴드는 혈우병의 치료를 위해 칸으로 향했고, 그곳에서 30세의 나이에 요절했다. 유복자가 된 레오폴드의 아들 찰스 에드워드는 태어나자마자 올버니 공작위를 물려받았다.

## 자녀
- 앨리스(1883~1981) 애슬론 백작부인
- 찰스 에드워드(1884~1954) 작센코부르크고타 공작

## 같이 보기
- 제1대 애슬론 백작 알렉산더 케임브리지 - 레오폴드의 사위